# Francesco Molin

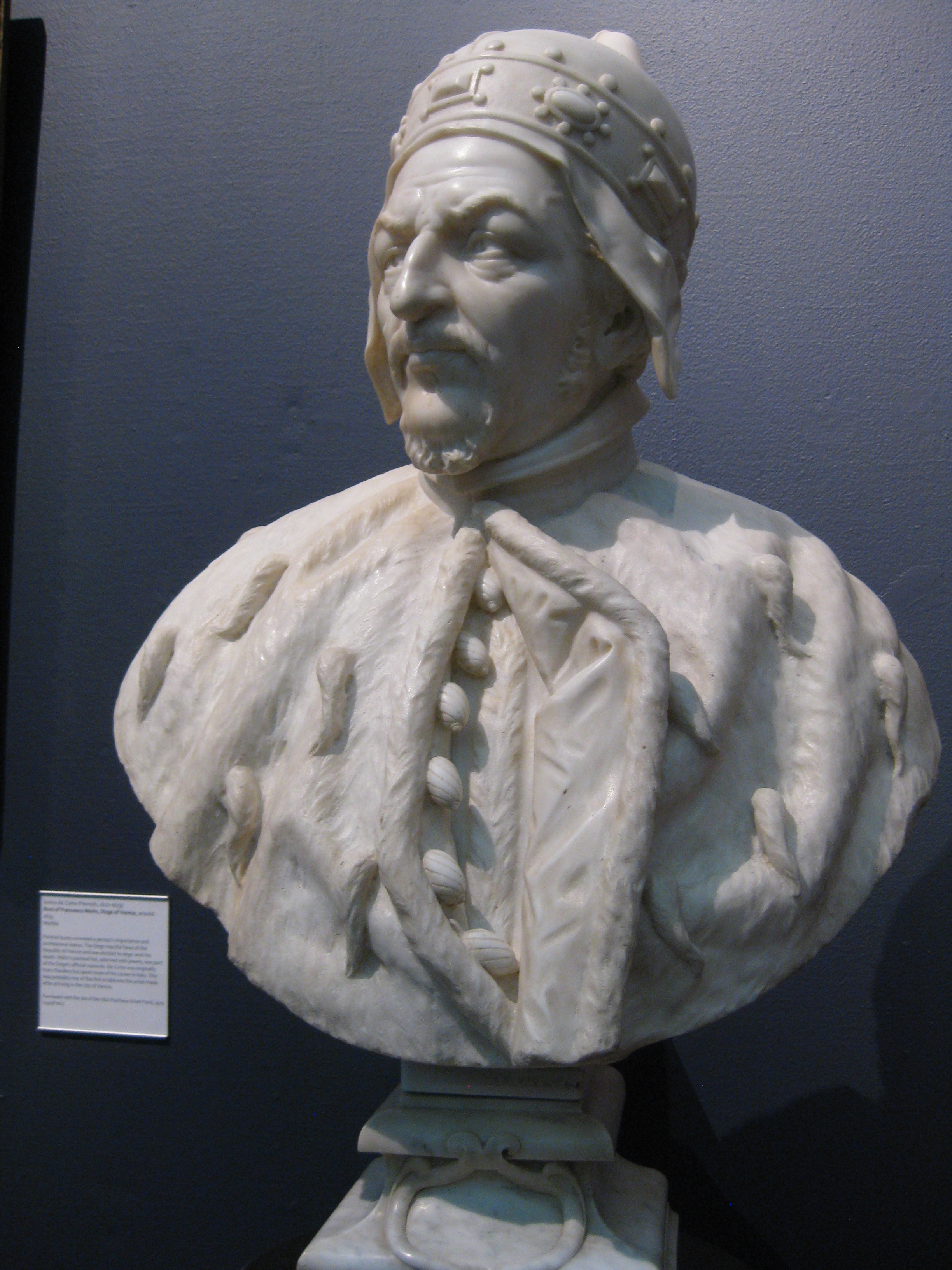
Büste des Dogen von Justus de Corte (1627–1679), um 1655

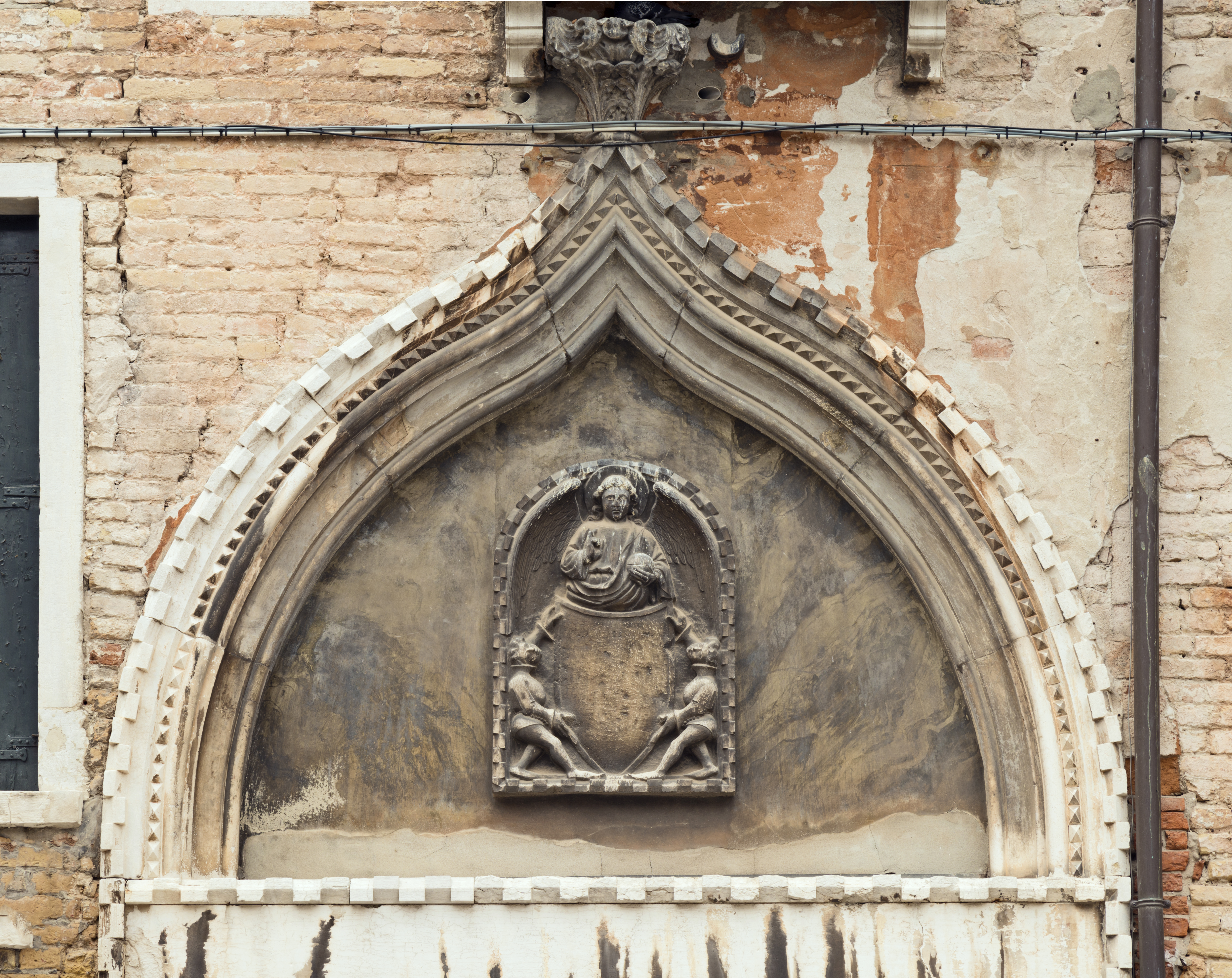
Palazzo Molin (Venedig): Wappen

Francesco Molin, auch Francesco da Molin (* 21. April 1575 in Venedig; † 27. Februar 1655 ebenda), war, folgt man der staatlich gesteuerten Geschichtsschreibung der Republik Venedig, von seiner Wahl am 20. Januar 1646 bis zu seinem Tod ihr 99. Doge. 
Molin, dessen Aufstieg im Alter von etwa 30 Jahren in der venezianischen Marine begann, war zwar tiefreligiös, stellte sich aber dennoch gegen die päpstliche und habsburgische Politik, sowie gegen die Einflussnahme der Jesuiten. Sowohl als Flottenführer in der Adria als auch in seinem führenden Amt auf Kreta, das er von 1627 bis 1633 bekleidete, bekämpfte er die Korruption ebenso wie die Einflussnahme der orthodoxen wie der katholischen Kirche. 1645, als der Krieg mit den Osmanen um Kreta begann, der sich bis 1669 hinzog, war er der oberste Flottenführer.
Francesco Molin, der stark unter der Gicht litt, regierte von seiner Wahl Anfang 1646 bis zu seinem Tod. Während seiner Regierung wurde der Status eines Nobile mit dem Zugang zum Großen Rat und dem Recht der Dogenwahl käuflich. Dies war eine Folge der gewaltigen Kosten, die der Krieg um Kreta (1646–1669) gegen die Osmanen verursachte.

## Familie
Francesco Molin war der Sohn des Marino Molin und seiner Frau Paola di Francesco Barbarigo. Allerdings starb sein Vater schon früh. Der Zuordnung zum Familienzweig dal Molin rosso, die Gino Benzoni ohne Beleg angab, wurde von Elena Bassi widersprochen. Sie ordnet den Dogen dem ramo (Zweig) der Familie Molin zu, der als Molin d'oro bekannt ist. Dieser saß in der Gemeinde San Trovaso.
Obwohl die Familie angeblich schon vor 887 in Venedig lebte, 905 die Kirche S. Agnese und 1138 das Kloster von San Daniele gegründet haben soll, stellte sie nur einen einzigen Dogen. Ursprünglich Tribunen, hatte die Familie 1297 Sitze im Großen Rat. 1516 wurde ein Luigi (Alvise) Molin zum Prokurator von San Marco gewählt. Nach der Familie sind Calle und Corte bei San Fantin benannt, ein Hof und eine Gasse.

## Leben
Zusammen mit seinem älteren Bruder Domenico erhielt Francesco durch den Orden der Somasker eine Grundbildung. Die beiden Brüder, die durch eine bescheidene Villa im Friaul und eine Rente in Höhe von 1200 Dukaten materiell gut abgesichert waren, entschieden sich für den Zölibat. Francesco Molin heiratete dementsprechend nie.

### Ämterlaufbahn

#### Schiffs- und Flottenführer
Molin wurde Schiffsführer im Arsenal und er war im Notfall dafür vorgesehen, wie sein Name in einer Liste vom 20. April 1606 erweist, als einer von 30 Männern die Lagune von Venedig als Schiffskommandant zu verteidigen. Zu dieser Zeit fürchtete man, als die Spannungen mit dem Kirchenstaat sich immer weiter steigerten, einen Flottenangriff der spanischen Habsburger, die hinter dem Papst standen.

Karte der oberen Adria im Maßstab 1:540.000, Mattheus Greuter (Hrsg.): Italia di Matteo Greuter, S. Mozo, Venedig 1657 (Bibliothèque nationale de France)

Gegen die Uskoken in der oberen Adria, die Venedig als Piraten betrachtete, diente er tatsächlich als Schiffsführer, und zwar von März bis Oktober 1608. Die österreichischen Habsburger setzten die Uskoken im Kampf gegen Venedigs Handelsmonopol in der Adria ein. Von März 1609 bis Ende 1612 war er ständig in der oberen Adria im Dienst. Dabei sank sein Schiff nahe Zara, was ihn beinahe das Leben gekostet hätte. 
Danach musste er nach Venedig zurückkehren, um am 6. Mai 1609 auf einer neuen Galeere nach Istrien zu fahren. Von Parenzo ging es nach Zara, dann nach Spalato und Korfu, schließlich von Cherso nach Chioggia und von Lesina nach Goro. Dabei bekämpfte er Eindringlinge in die Adria, ebenso wie Piraten, dann transportierte er Gelder und Schiffszwieback (biscotto) für die Flotte, er hatte Einzelfahrer und Schiffskonvois zu schützen. Im August 1611 lag eine Galeone des Herzogs Karl von Nevers vor Ragusa, die die Aufgabe hatte, den Kampf gegen die Osmanen anzuheizen.
Bei einem Besuch beim Bischof von Ancona versuchte dieser ihn auf die päpstliche Seite zu ziehen, doch zog sich Molin auf den Standpunkt zurück, er sei nicht Theologe oder Jurist, sondern Soldat und Seemann. Allerdings wehrte er sich dagegen, dass die Jugend Venedigs bei den Jesuiten lernen sollte, denn diese könnte am besten von den Venezianern selbst ausgebildet werden.

#### Weiterer Aufstieg, Terraferma, Adria (ab 1613)
Molins Aufstieg in den inneren Kreis setzte sich fort. So war er zwischen Mai und Dezember 1613 Provveditore straordinario im lombardischen Orzinuovi. Am 2. Dezember 1615 war er einer der 41 Elektoren bei der Wahl des neuen Dogen Giovanni Bembo. Weiterhin wurde er auf der Terraferma eingesetzt, dem venezianischen Gebiet Oberitaliens. So wurde er am 2. Februar 1616 zum Provveditore sopra il lago di Garda gewählt, auf einen Posten, den er bis zum 11. Juli 1616 ausfüllte. Vergleichsweise ruhige Monate verbrachte er dabei in Peschiera am Gardasee.
Im Gegensatz dazu begann im Oktober 1616 eine extrem fordernde Phase, denn bis zum April 1618 war er Commissario in Golfo e Corfù, um zugleich ab dem 24. Juli 1617 Commissario in armata zu sein. Gemeinsam mit Giacomo Lazzari bekämpfte er Betrug, Untreue, Raffgier und gravierende weitere Verbrechen innerhalb der Flotte und des Heeres sowie der Verwaltung.

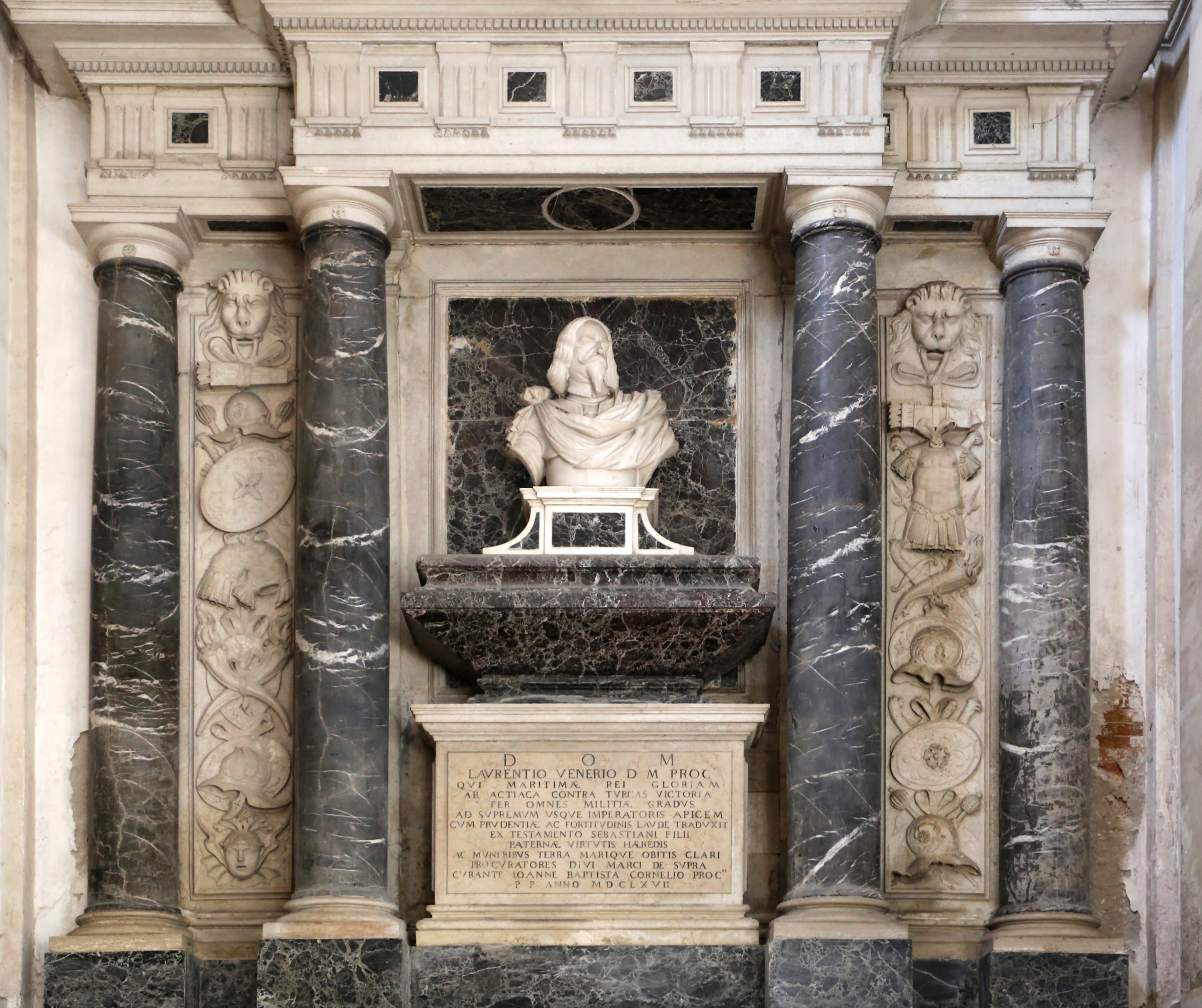
Grabmal des Lorenzo Venier in San Giorgio Maggiore mit Inschrift von 1667

Dabei machte er sich Anfang 1618 den Capitano generale da Mar Lorenzo Venier zum Feind, der versuchte, seinen eigennützigen Umgang mit Geldmitteln und Abrechnungen, von denen auch seine Familie profitierte, mit allen Mitteln zu decken. Molin wurde auf seinem Schiff, obwohl schwer erkrankt, vor Curzola festgehalten. Auch Lazzari wurde bedroht. Erst am 24. August 1618 durfte Molin nach Umago gehen; er wurde durch Bernardo Venier, einen Verwandten seines Feindes, ersetzt. Im Dogenpalast ging man über die Anschuldigungen Molins hinweg, bestrafte ihn aber auch nicht.
Seiner gesellschaftlichen Stellung tat all dies keinen Abbruch. Im Januar 1620 erscheint er unter den neun Patriziern, die zu Prokuratoren des Dominikanerklosters San Zanipolo erhoben wurden. Am 7. Dezember 1622 wurde er Provveditore generale in Dalmazia e Albania, wo ihn ab April des nächsten Jahres weitere Aufgaben trugen. Mit dem Erzbischof von Spalato, Sforza Ponzoni, geriet er in Konflikt über ein Dekret über die Nonnen. In den Augen Molins widersprach dies dem öffentlichen Willen, den Gesetzen der Vorgänger und der alten consuetudo, dem geschützten Herkommen.
Am 2. Juni 1625 befreite ihn der Senat von der‚Last‘ des generalato in Dalmatien. An seiner Stelle wurde wiederum Bernardo Venier eingesetzt. Ab dem 14. Juni ergingen die Instruktionen an ihn als „provveditor generale“. Am 23. Juli erhielt er den Auftrag, Getreide nach Venedig zu bringen. Wohl in Piran als Hauptstützpunkt erhielt er Überwachungsaufgaben in der Adria.

#### Kreta (1627–1633)

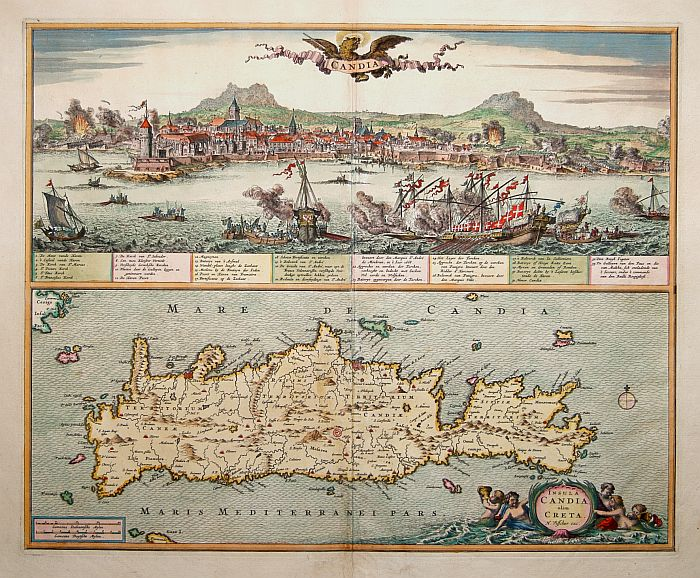
Karte von Kreta mit einer Darstellung der Hauptstadt Candia, des heutigen Iraklio, vor 1680

Erst danach erhielt er das deutlich angesehenere Amt eines Provveditore generale e inquisitore für Kreta. Es wurde ihm zwar bereits im Mai 1627 zugewiesen, doch führten ihn Senatsanweisungen zunächst nach Korfu, Cefalonia und S. Mauro. Begleitet wurde er von dem Sekretär Giovanbattista Ballarino. Dieser verfasste über tausend Briefe an den Senat und mehr als 2300 mit der Unterschrift Molins gingen an lokale Autoritäten der Insel. Außerdem hielt Molin einen umfangreichen Bericht, eine relazione, nachdem er zurückgekehrt war. Molin blieb bis Dezember 1631, wobei er Getreide auch aus türkischen Gebieten einführte, dann kümmerte er sich um die vier Galeeren der Insel, die Salinen von Suda und Spinalonga, die Versorgung der Handelshäuser und Speicher, die Abrechnungen der Schiffe und Galeeren, aber auch das Unwesen der christlichen Piraten. Darüber hinaus befasste er sich mit der Inspektion der Festungsstädte, der Festung Gramvousa und des Kastells von Gravousa. Auch konfiszierte er griechische, antikatholische Werke, gedruckt in Konstantinopel, ebenso wie er gegen die Jesuiten oder den „vicario et visitatore apostolico“ vorging.

#### Höchste Ämter: Prokurator (1634), oberster Flottenführer (1645); Tod Domenicos (1635)
Kaum nach Venedig zurückgekehrt, wurde er am 11. Januar 1634, als Nachfolger des verstorbenen Simone Contarini, Prokurator von San Marco de supra und am 28. Januar an S. Maria della Salute.
1635 starb sein geliebter Bruder Domenico, der ihn bereits in seinem Testament vom 28. Juli 1630 als Alleinerben eingesetzt hatte. Am 4. Mai wurde er zum Provveditore sopra i monasteri gewählt, wobei mit den ‚Klöstern‘ nur die Nonnenklöster gemeint waren. Am 7. Juni 1636 wählte man ihn zum Inquisitore sopra il campadego, am 1. April 1640 und am 1. April 1643 zum Cassiere della procuratia di S. Marco de supra. Das Amt zur Beaufsichtigung der Nonnenklöster erhielt er nochmals mit der Wahl vom 31. Juli 1644.
Im März 1645 wurde er zum Provveditore generale da Mar erhoben, ausdrücklich mit der obersten Autorität des Capitano generale. Als er im April aufbrach begleitete ihn nicht Ballarino, denn dieser durfte als Sekretär des Rates der Zehn Venedig nicht verlassen, sondern Francesco Pauluzzi. Zunächst fuhr die Flotte nach Lesina und Zara, dann Richtung Korfu, wo sie am 28. Mai ankam. Von dort brach Molin am 14. Juni auf, doch traf ihn Mitte Juli eine schwere Gichtattacke. Er sah Korfu als besonders gefährdet an, während ihn Hilferufe aus Candia und Canea erreichten. Am 29. August erhielt Molin das Recht nach Venedig zurückzukehren, wo er am 21. September seinen Bericht erstattete. Sein Amt ging an Girolamo Morosini.

### Das Dogenamt
Als am 3. Januar 1646 der Doge Francesco Erizzo starb, folgte ihm nach 23 Wahlgängen Molin im Amt. Allerdings quälte ihn die Gicht inzwischen so sehr, dass er zahlreichen der öffentlichen Verpflichtungen seines Amtes nicht nachkommen konnte.

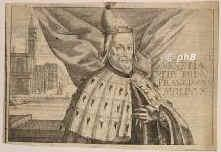
Francesco Molin, Kupferstich von Peter Fehr (1681–1740), 11,2 mal 16,7 cm, Privatbesitz

Unter Molin wurde der Krieg mit dem Osmanischen Reich fortgeführt, bei dem es neben der Vorherrschaft über das östliche Mittelmeer vor allem um den Besitz von Kreta ging. Zwar versuchte Venedigs Diplomatie immer wieder zu einem Abkommen mit dem Sultan zu kommen, da sich aber beide Parteien in der Kretafrage unnachgiebig zeigten, waren all diese Versuche erfolglos. 
Die ständigen Rüstungen und Kämpfe zu Land und zur See hatten die Kassen der Republik erschöpft. Das Mittel, aus der jüdischen Gemeinde im Ghetto mehr Geld zu pressen, versagte, da die jüdischen ebenso wie die venezianischen Händler schwere Verluste zu tragen hatten, weil sich die vertrauten Handelswege nachteilig verändert hatten, die Wege äußerst unsicher waren: Einerseits beherrschten die Türken das Schwarze Meer und weite Bereiche der Levante, andererseits wurde der Mittelmeerhandel zunehmend durch englische Kauffahrer über den Hafen Livorno abgewickelt. 

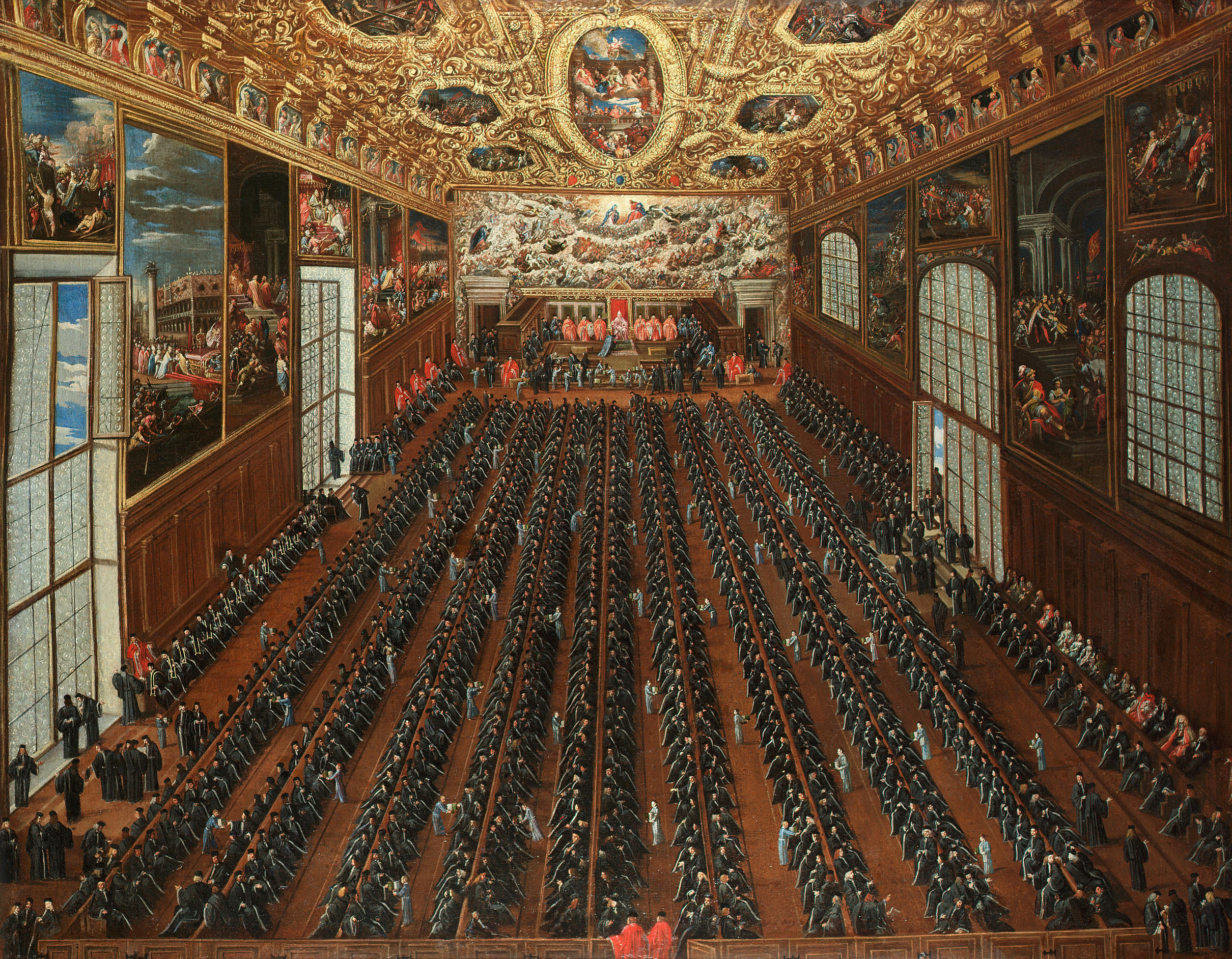
Joseph Heintz der Jüngere (1600–1678): Saal des Großen Rates während einer Abstimmung der rund 1500 Patrizier, um 1648/1650, Öl auf Leinwand, 120 mal 150 cm, Privatbesitz

Eine einträgliche Geldquelle entdeckte man im Verkauf von Adelstiteln. War schon vorher bei der Vergabe des Prokuratorenamtes Geld geflossen – bis zu 20.000 Dukaten – so betrug der Preis für den Eintritt in den Großen Rat 100.000 Dukaten. Der Widerstand gegen eine käufliche Mitgliedschaft war bei den vielen verarmten Adligen, denen durch die Mitgliedschaft im Großen Rat noch ein wenig Einfluss und Prestige verblieben war, entsprechend heftig. Man kam ihnen pro forma entgegen und versprach, eine Zusage vom Einzelfall abhängig zu machen. Molin, der Senat und der Große Rat gestatteten Kardinal Mazarin einhellig die Zulassung zum Adel; Venedig, das isoliert war, hoffte auf die Hilfe Frankreichs.
Molin, durchaus fromm, ließ einen Altar zu Ehren des hl. Antonius in der Basilika della Salute errichten, die zu dieser Zeit noch im Bau war (29. Februar 1652). Er ersuchte die Basilika von Padua um entsprechende Reliquien, deren Ankunft am 13. Juni mit einer großen Prozession begangen wurde. Doch der schwer kranke Doge konnte an den Feierlichkeiten nicht teilnehmen.
Francesco Molin starb am 27. Februar 1655. Er hinterließ sein Vermögen seinen Neffen.

## Grabmal
Der Doge wurde neben seinem älteren Bruder Domenico im Augustinerkonvent von Santo Stefano beigesetzt. Dort hatte die Familie im 15. Jahrhundert einen hölzernen Altar zu Ehren des hl. Hieronymus gestiftet (der sich nicht mehr dort befindet, da er Anfang des 18. Jahrhunderts einem Marmoraltar zu Ehren der hl. Monika weichen musste), dort befand sich bereits eine urna pensile mit den Überresten eines Vorfahren, nämlich von Paolo Molin di San Basilio (14. Jahrhundert).

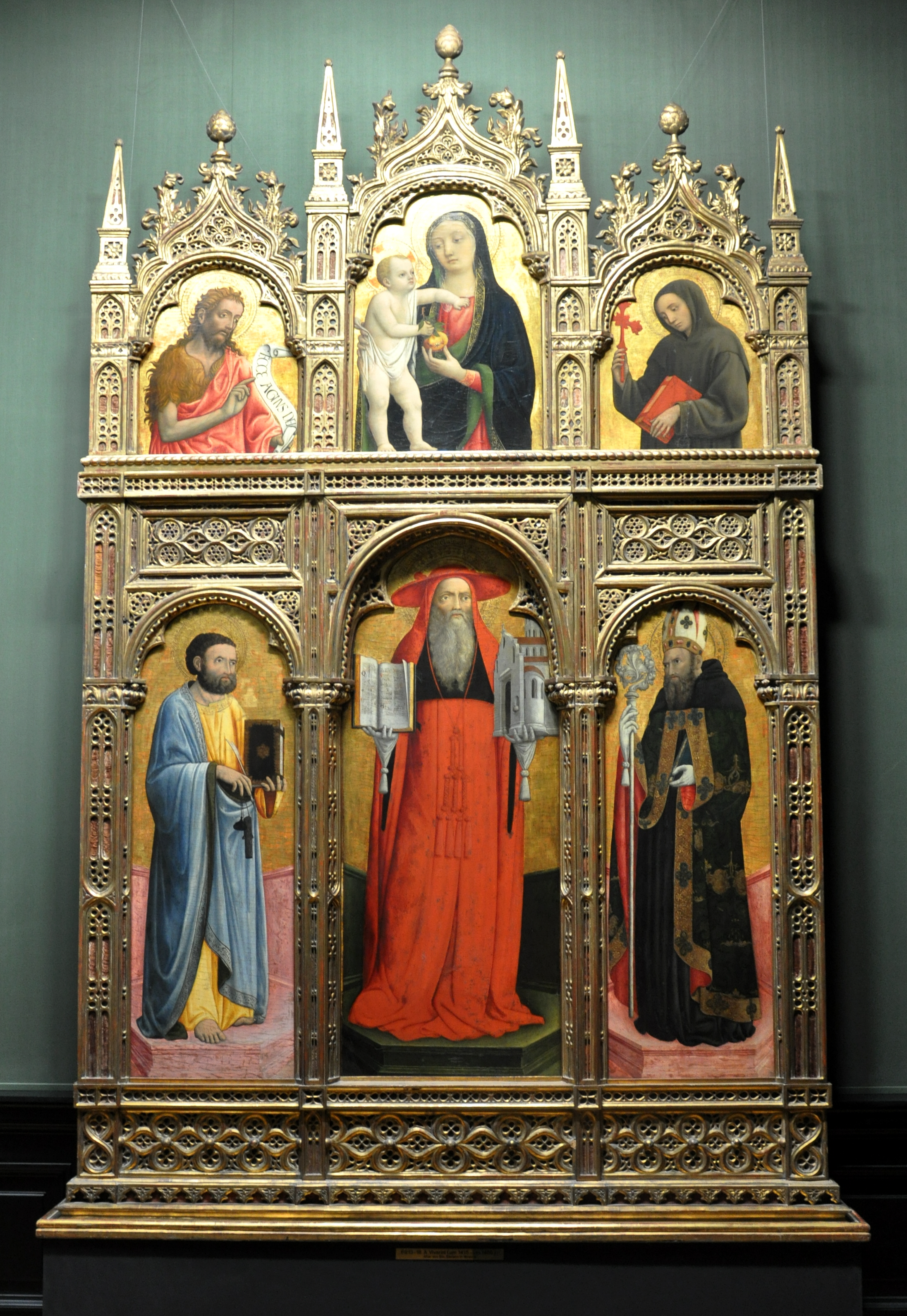
Der Hieronymus-Altar der Familie Molin, heute im Kunsthistorischen Museum Wien

Der besagte hölzerne Altar trug ein Polyptychon des hl. Hieronymus, das Antonio Vivarini und Giovanni d’Alemagna 1441 geschaffen hatten. Dieses Werk gelangte in die Sammlung des Conte Tommaso degli Obizzi al Cataio, um schließlich in das Kunsthistorische Museum Wien aufgenommen zu werden, wo es sich unter der Inventarnummer 6816 bis heute befindet.